# 3,3',5-트라이아이오도티로나민
3,3',5-트라이아이오도티로나민(영어: 3,3',5-triiodothyronamine) 또는 트라이아이오도티로나민(영어: triiodothyronamine)은 갑상샘 호르몬 T3 또는 트라이아이오도티로닌의 탈카복실화로 생성되는 티로나민이다.

## 같이 보기
- 티로나민